# Israëlische directe premiersverkiezingen 2001
De directe verkiezingen van 2001 voor de premier van Israël werden op 6 februari 2001 gehouden. Ze waren nodig omdat Ehud Barak van de Arbeidspartij zijn ontslag had aangeboden. De premiersverkiezingen werden gemakkelijk gewonnen door Ariel Sharon van Likoed. Na deze verkiezingen werd het systeem van directe premiersverkiezingen in Israël afgeschaft.
| Kandidaat         | partij        | stemmen   | %     |
| ----------------- | ------------- | --------- | ----- |
| Ariel Sharon      | Likoed        | 1.698.077 | 62,4% |
| Ehud Barak        | Arbeidspartij | 1.023.944 | 37,6% |
| Totaal en opkomst |               | 2.722.021 | 62,3% |

## Externe link

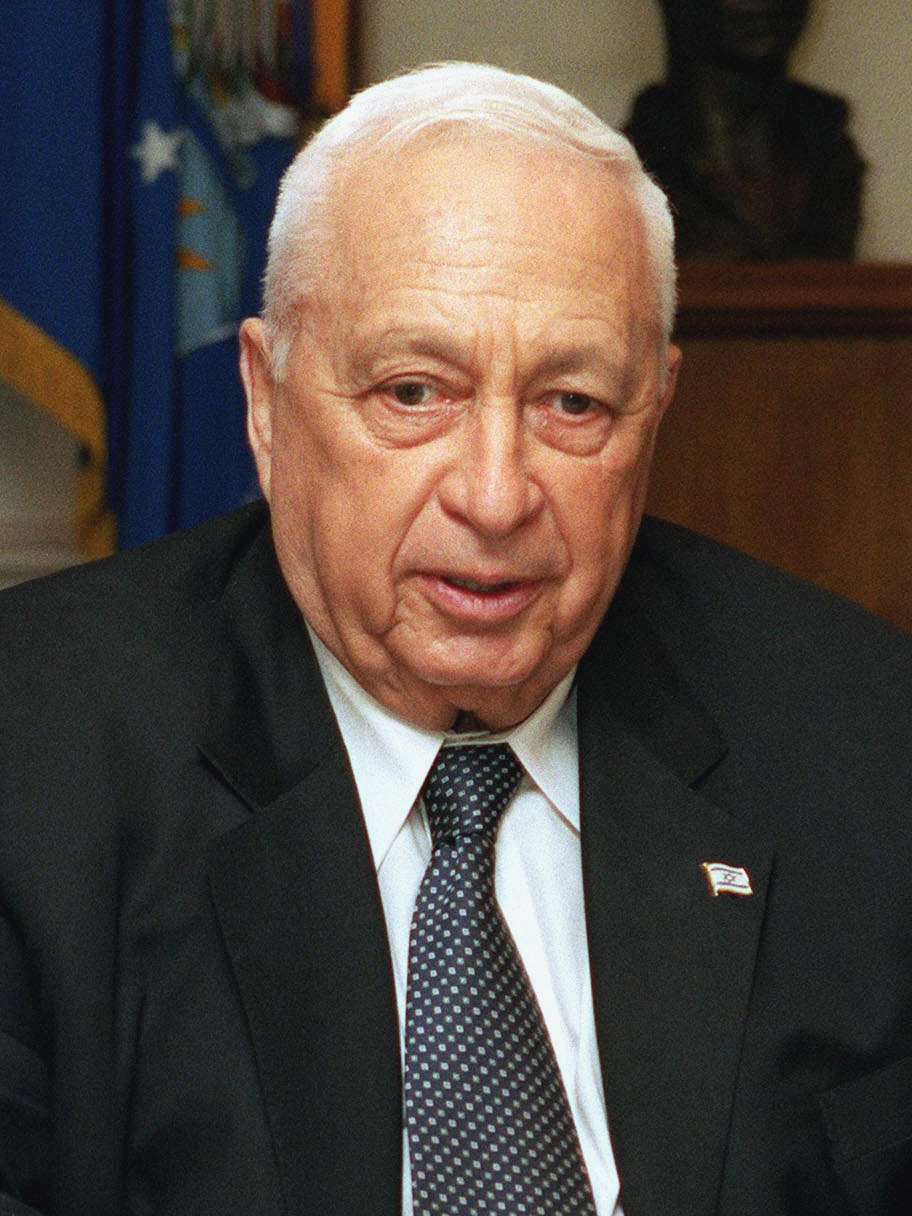
Winnaar Ariel Sharon
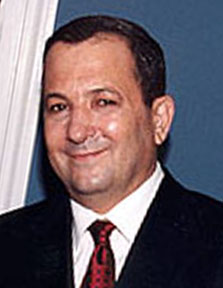
Verliezer Ehud Barak